# Simulium eouzani
Simulium eouzani är en tvåvingeart som beskrevs av Germain och Jean Charles Marie Grenier 1970. Simulium eouzani ingår i släktet Simulium och familjen knott.
Artens utbredningsområde är Kamerun. Inga underarter finns listade i Catalogue of Life.